# Offham Hill
Offham Hill è un recinto rialzato neolitico situato vicino alla città di Lewes, nella contea dell'East Sussex in Inghilterra; è uno dei cinque recinti neolitici sopravvissuti nel Sussex. Il termine "recinto rialzato" indica un tipo di terrapieno preistorico tipico del primo Neolitico in Europa, delimitato da fossati e argini e con una serie di strade rialzate per attraversare i fossati. 
Il sito di Offham Hill fu scoperto nel 1930 ma non fu identificato come un recinto rialzato fino al 1973, quando fu eseguita un'operazione di pulizia. Le analisi effettuate sui reperti ritrovati negli scavi del 1976 permisero di datare la sua costruzione al Neolitico.
Nel 2011 il riesame di alcuni reperti ha permesso di collocare la costruzione del recinto di Offham Hill intorno alla metà del IV millennio a.C.

## Storia del recinto
Il recinto rialzato è uno dei tipi di sito più comuni dell'Europa occidentale. I recenti rialzati presenti in Inghilterra, dove si diffusero tra il 3700 a.C. e il 3300 a.C., sono tuttavia solo 66, a fronte di diverse centinaia di altre strutture neolitiche.
La costruzione dei recinti veniva pianificata per alcuni anni, il che implicava un'organizzazione notevole della manodopera per i lavori di disboscamento delle foreste, la pulizia del terreno, gli scavi dei fossati e la rifinitura dei tronchi degli alberi provenienti dalle foreste disboscate, da utilizzare come pali e palizzate.
Nel corso del tempo sono state fatte numerose ipotesi sul possibile scopo del sito: residenza umana, spazio dedicato all'allevamento del bestiame, spazio dedicato al commercio del bestiame e di oggetti in ceramica o sede di funzioni religiose. Un'ipotesi frequente è stata quella di un impiego militare: ciò sembra smentito dalla presenza di strade rialzate che avrebbero reso più semplice l'ingresso di potenziali nemici durante un attacco, ma non si esclude la possibilità che le strade rialzate potessero avere utilizzo difensivo dalle quali i difensori potessero sferrare attacchi agli eventuali attaccanti, destabilizzandoli. L'ipotesi dell'utilizzo militare fu enfatizzata dalle prove di attacchi in alcuni dei siti presenti. Un'ulteriore ipotesi è quella di un uso per riti funebri, dati i ritrovamenti nei fossati di resti di cibo, resti umani e vasellame.
Nel 1264 Offham Hill divenne parte del sito della battaglia di Lewes, durante la quale venne usato come punto strategico per la sua altezza. 
Nel 1954 Offham Hill fu catalogato come monumento storico (scheduled monument).

## Storia degli scavi

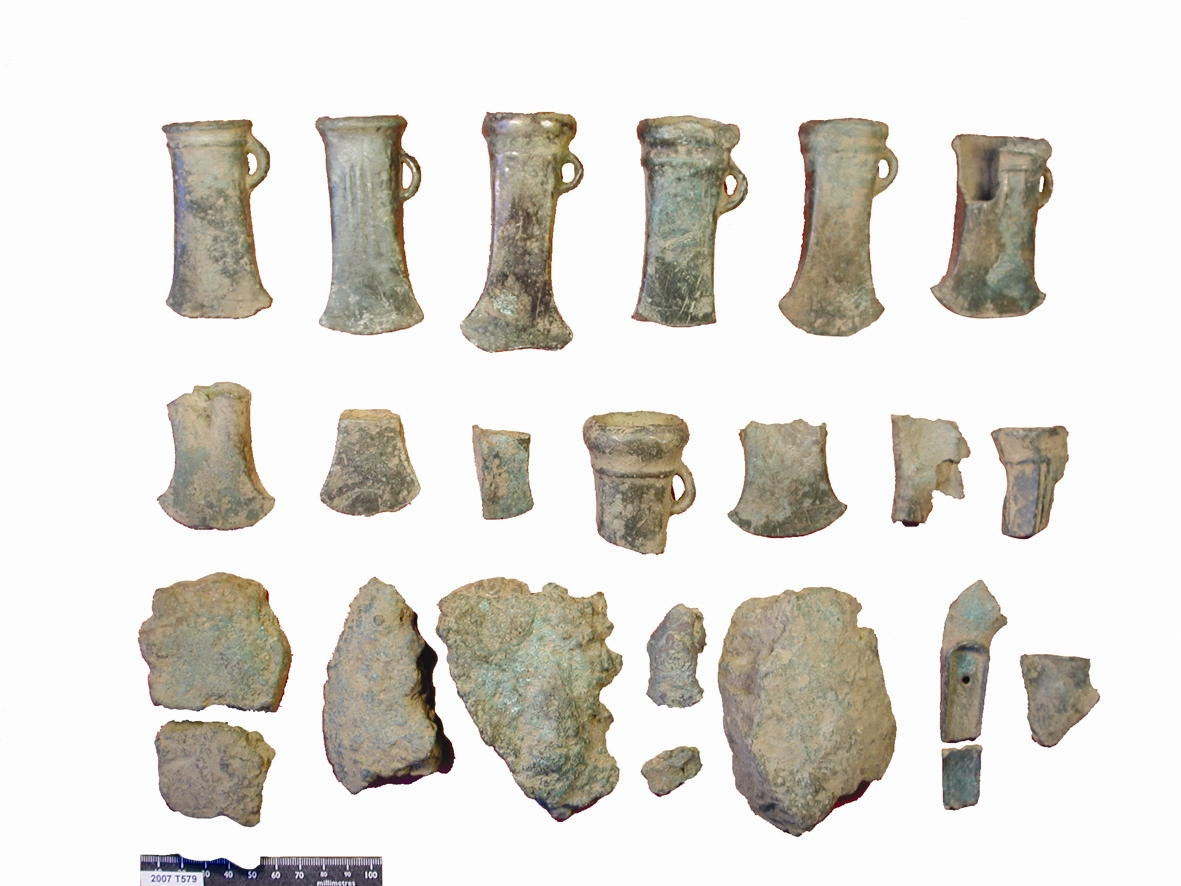

Il sito è stato soggetto di numerose ricerche, partendo dal 1935. In quell'anno fu chiesto all'archeologo E. Cecil Curwen se Offham Hill potesse essere catalogato come monumento antico. La sua risposta fu che il sito era certamente un antico recinto composto da anelli concentrici con almeno due fossati (la sua osservazione fu limitata dalla vegetazione troppo cresciuta); tuttavia Curwen non era convinto che la costruzione risalisse al Neolitico.

### 1964-1972, Thomson-Holden
Nel 1964, David Thomson, membro della Sussex Archaeological Society, esaminò il sito e suggerì al collega Eric Holden che potesse trattarsi di un recinto rialzato del neolitico. Dopo un esame congiunto del sito, Holden si trovò d'accordo con l'ipotesi di Thomson.
Nel 1972 l'Ordnance Survey ispezionò il luogo trovando quattro possibili strade rialzate, ma dichiarò che per esserne certi sarebbe stato necessario effettuare degli scavi nel sito. 

### 1976, Drewett
Nel 1976 avvenne lo scavo guidato da Peter Drewett, che già in precedenza aveva disegnato una mappa del sito illustrando i vari fossati e argini facendo affidamento sulle caratteristiche del terreno, sia che fossero la vegetazione o sia che fossero variazioni del suolo. 
Drewett notò innanzitutto che il sito era stato alterato dalle ripetute arature; visto che non era possibile ricostruire quel contesto, decise quindi di eliminare lo strato superiore del terreno utilizzando dei macchinari specializzati, approfondendo poi lo scavo a mano. A metà dello scavo Drewett disegnò un'altra mappa con fossati e argini molto simili a quelli del primo tentativo.
Successivamente alla rimozione del terreno Drewett si accorse che gli argini erano gravemente danneggiati al punto che l'unico luogo esaminabile era il fronte del sito, dove un argine venne diviso dallo scavo. I fossati avevano tutti una profondità variabile, che però non superava mai gli 80 cm. Alcuni erano talmente poco profondi che le radici degli alberi e tane di origine animale avevano danneggiato il contenuto. I fossati erano comunque molto irregolari, tanto che Drewett ipotizzò che fossero stati uniti dopo essere stati scavati con collegamenti sotterranei poco profondi e con strade rialzate. Le strade rialzate che li attraversavano erano tutte dirette verso il lato ovest del sito, perciò Drewett ipotizzò che quel punto fosse il vero ingresso di Offham Hill.
Nella zona settentrionale del sito venne trovata la sepoltura un uomo di circa vent'anni. I resti furono ritrovati in una piccola fossa in una posizione accovacciata. Oltre a questi reperti furono ritrovate altre ossa umane: denti, mandibole, un perone e frammenti di costole. 

A ovest di questa sepoltura, ne fu ritrovata un'altra (questa volta non umana) contenente ossa di animali quali cervi, castori, maiali e bovini. Insieme alle ossa vi erano punte di freccia e componenti di vaso, il che fa presumere una possibile fossa con resti di caccia. Negli strati sovrastanti, probabilmente risalienti al Neolitico, furono ritrovati resti ossei di cani, cervi, castori e caprioli.
Durante la rimozione del terreno arato o addirittura camminando per il sito avvennero alcuni ritrovamenti, casuali, di selce e quasi tutti furono all'interno dei fossati. Nella ceramica ritrovata vi erano componenti risalenti al neolitico, all'età del bronzo e all'età del ferro. 

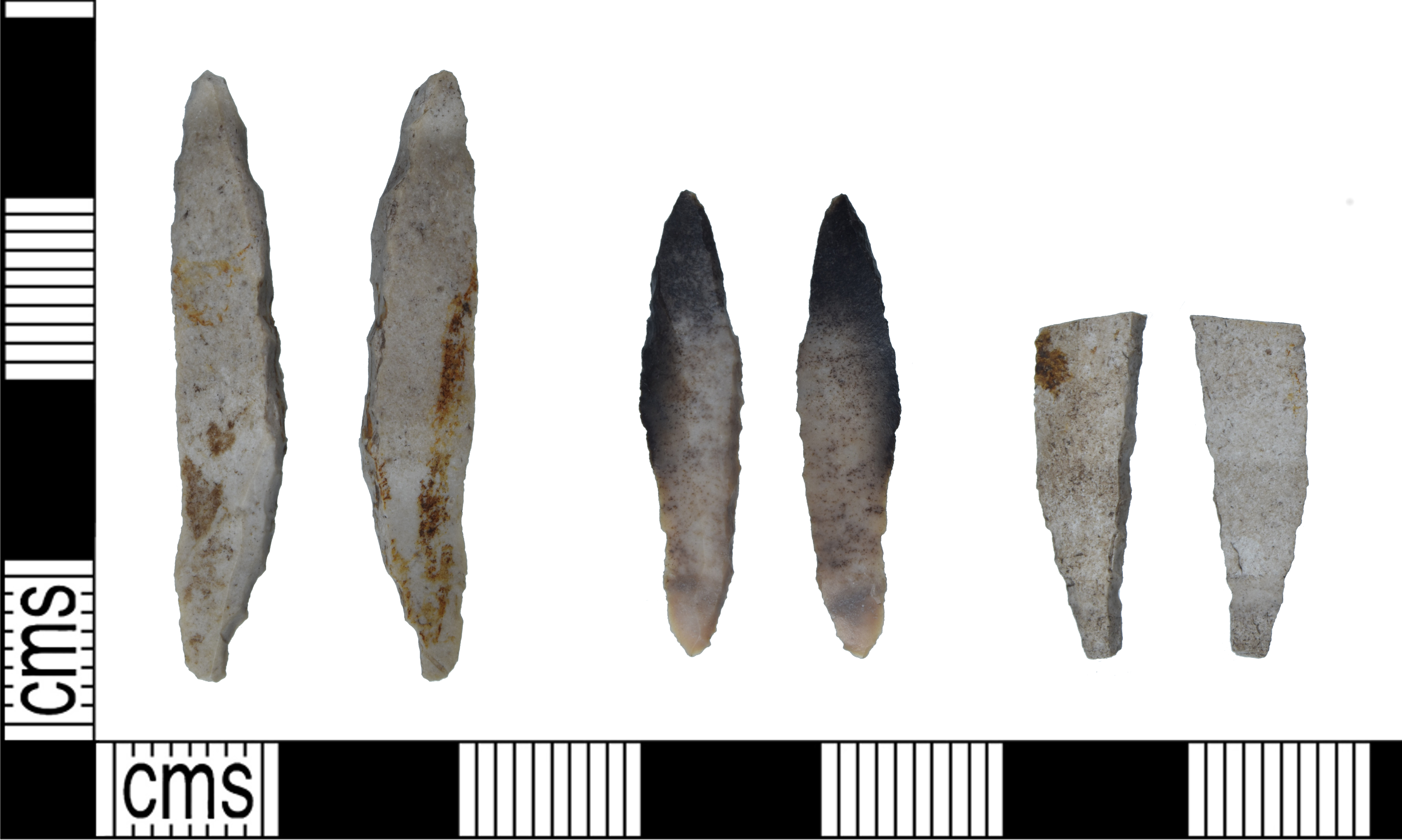

Il numero di ritrovamenti di schegge di selce si aggira sui 7000, di cui circa due terzi sono stati ritrovati nella parte più antica del sito. Gli altri provengono dalle zone più superficiali, danneggiate dalle radici, dalle tane degli animali e dall'aratura e per questo non sono utilizzabili per analisi e ricerche. Al contrario i ritrovamenti di attrezzi sono stati molto meno numerosi. Tra questi furono ritrovati un'ascia, alcune punte di freccia e scaglie lavorate ed infine un paio di raschietti. 

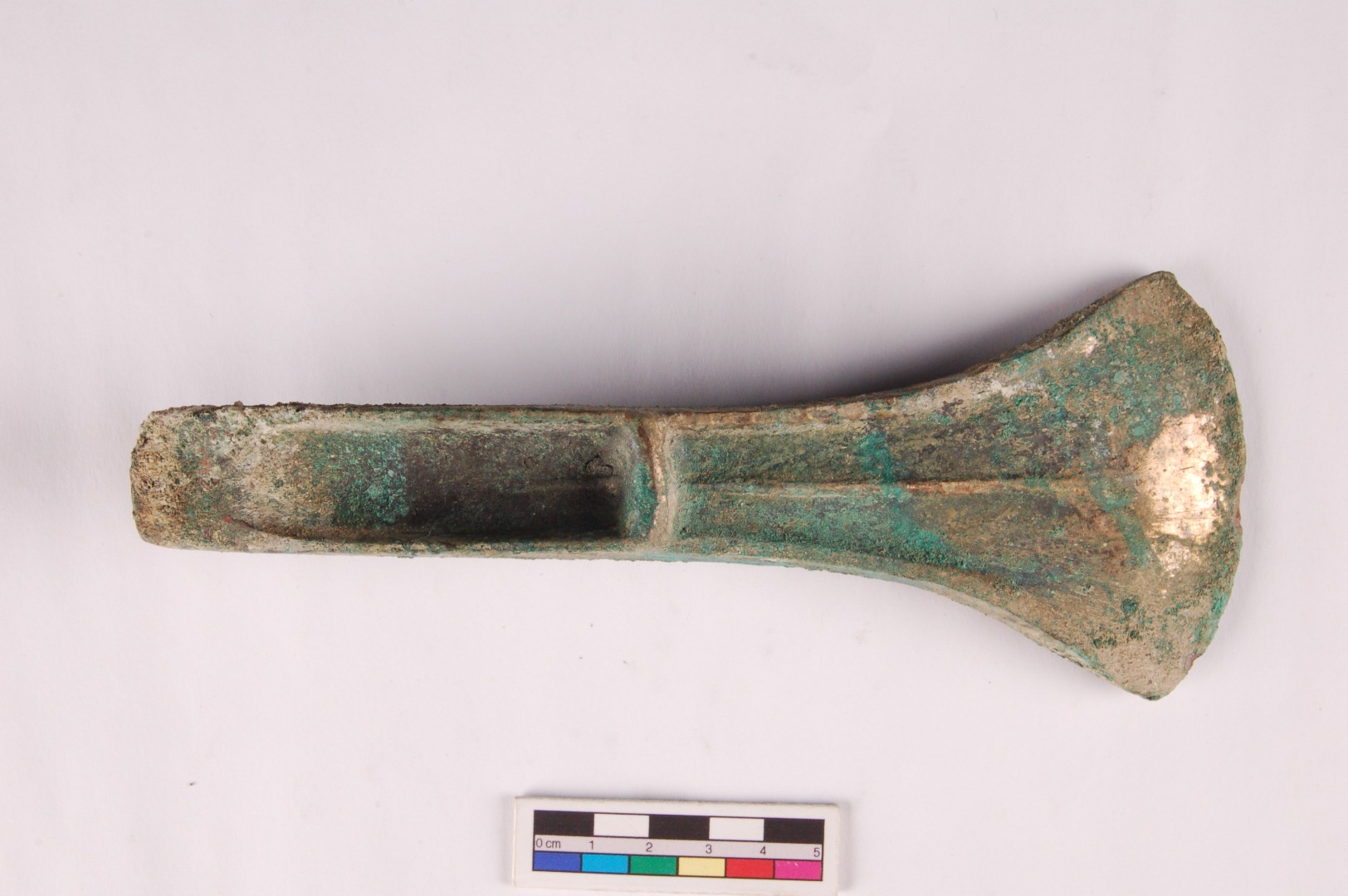

Per quanto riguarda la concentrazione delle schegge l'ipotesi di Drewett, è che i fossati contenessero gli scarti delle lavorazioni; secondo un'ipotesi alternativa è invece possibile che le scaglie prima venissero lavorate nei fossati e successivamente distribuite.
Vennero prelevati dei campioni di terreno dai fossati per analizzare le chiocciole, determinando i cambiamenti ambientali avvenuti alla costruzione del sito. Dopo le analisi venne dedotto che il sito fosse inizialmente circondato da boschi, dove venne effettuata un piccolo disboscamento, con l'utilizzo del fuoco. Successivamente, dopo all'abbandono del sito, il bosco si sarebbe rigenerato ed infine disboscato.
Nel fossato interno e nell'argine furono ritrovati resti di chiocciole diversi dai ritrovamenti dei fossati esterni. Ciò fece nascere l'ipotesi che il fossato esterno fosse stato scavato qualche tempo dopo rispetto a quello interno.

### 2011, Gathering Time
Nel 2011 Offham Hill venne incluso nel Gathering Time, un progetto intrapreso dall'English Heritage e l'Arts and Humanities Research Council, per rianalizzare il carbone con l'analisi Bayesiana. I risultati dell'analisi vennero pubblicati successivamente da Alasdair Whittle, Frances Healy e Alex Bayliss. Nell'analisi vennero combinate le date calcolate da Drewett con le nuove date ottenute, determinando che la costruzione di Offham Hill risale alla metà del IV millennio a.C., con molta probabilità nel periodo compreso dal 3630 a.C. al 3505 a.C.

## Sito

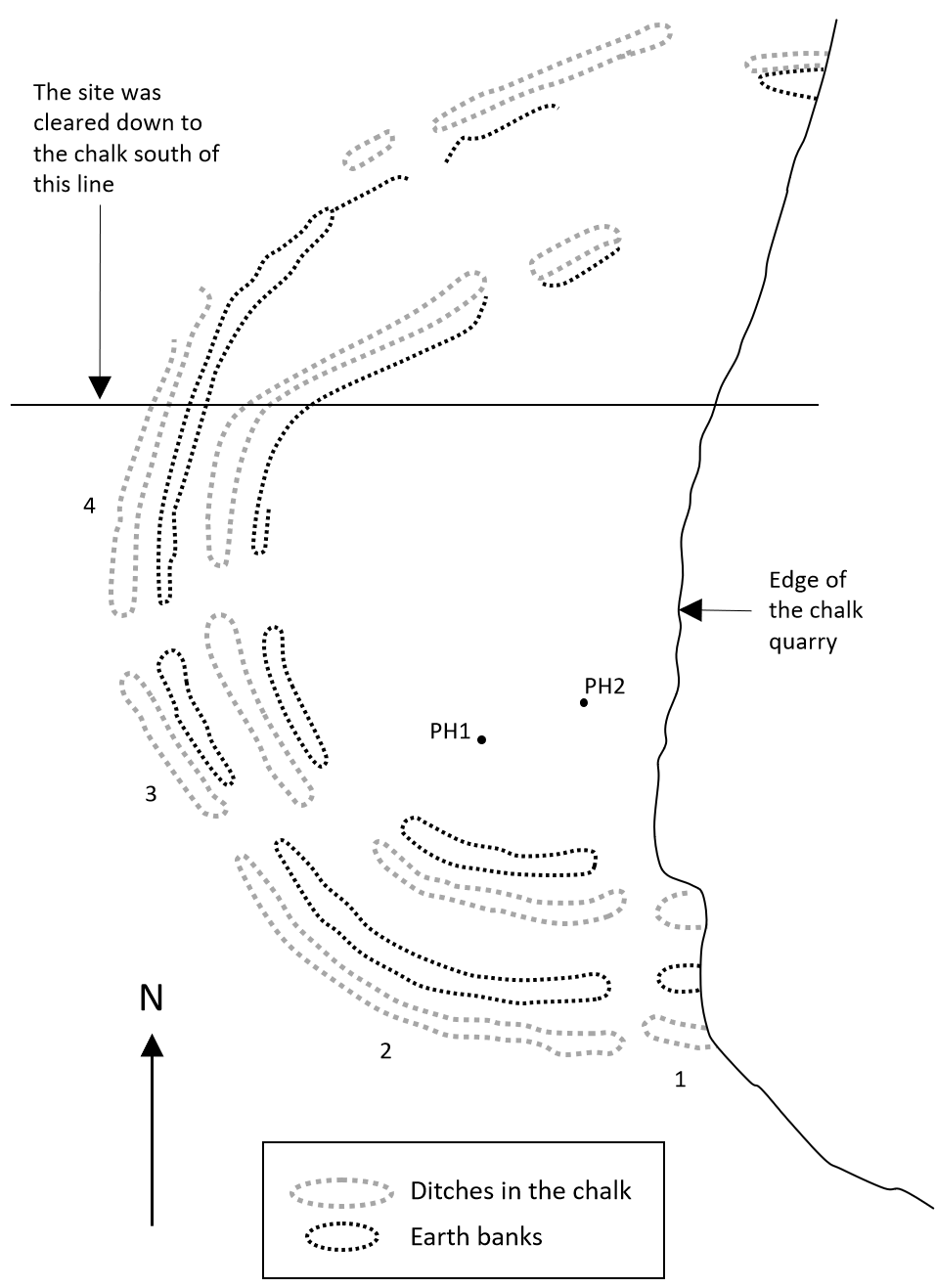
Mappa del sito.

Il sito è situato a nord della città di Lewes. 
La parte orientale del sito fu distrutta dallo scavo per una cava di gesso durante il XIX secolo. Per questo, ciò che rimane del sito sono un terrapieno subcircolare situato su un pendio di circa 120 metri esposto a nord, e due fossati concentrici aventi una distanza di 10 metri l'uno dall'altro ed entrambi profondi non più di 0,5 metri. 
Nella zona a sud-est, al bordo della cava, si trova una sezione del fossato di 0,6 metri di profondità e di 2,6 metri di larghezza, mentre a sud si trovano, a 50 metri di distanza, due tumuli rotondi. 
È presente un leggero accenno di quello che sembrerebbe essere un argine, mentre altrove si ha un basso rigonfiamento di terra dove,  apparentemente, si trova un giacimento di macerie di gesso, le quali suggeriscono una prosecuzione dell'argine.
Sono presenti delle interruzioni della vegetazione nei fossati, le quali indicano almeno quattro strade rialzate che attraversano il fossato esterno e due che invece attraversano quello interno. 
A causa dei danni la disposizione completa del sito è sconosciuta. Per questo è stato ipotizzato che il recinto avesse una forma a D, piuttosto che circolare, con l'assenza di fossati e argine nella parte più ripida. Questa disposizione ricorda quella di Combe Hill, altro sito presente nell'East Sussex. 
L'area presunta del sito è complessivamente di circa un ettaro.